# Pinalia spicata
Pinalia spicata är en orkidéart som först beskrevs av David Don, och fick sitt nu gällande namn av Sing Chi Chen och Jeffrey James Wood. Pinalia spicata ingår i släktet Pinalia och familjen orkidéer. Inga underarter finns listade i Catalogue of Life.